# スモーキーヒルチョーク

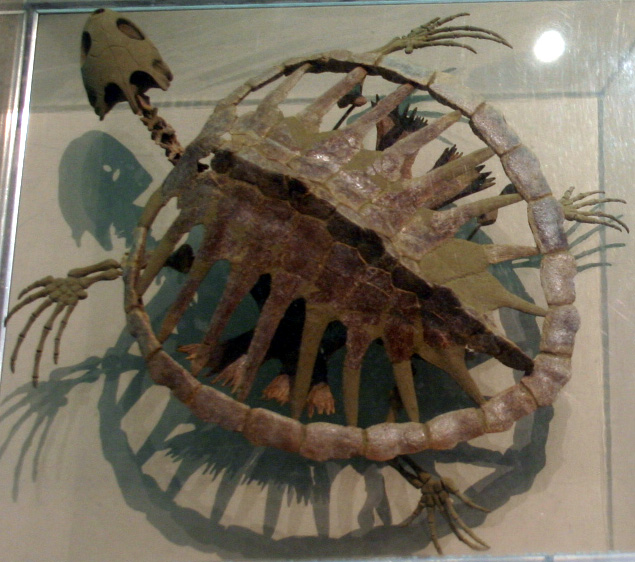
スミソニアン博物館に所蔵されたトクソケリス

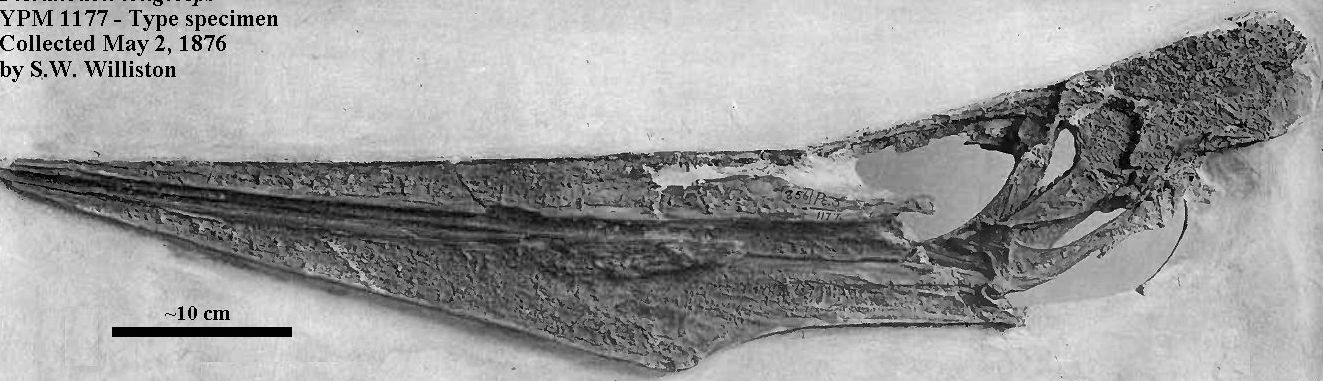
1876年に発見されたプテラノドンの頭骨化石

スモーキーヒルチョーク（英: Smoky Hill Chalk）は、白亜紀後期の化石が豊富な地層である。北アメリカの西部内陸海路に由来する保存状態の良い生物の標本で知られている 。
スモーキーヒルチョークはアメリカ合衆国カンザス州やネブラスカ州南東部の一部に露頭する。主に産出する化石としてはプレシオサウルスやモササウルスといった海生爬虫類、シファクティヌスやパキリゾドゥスのような大型魚、ヘスペロルニスなど非飛翔性の海鳥、プテラノドン、カメが挙げられる。標本の多くは化石収集家チャールズ・H・スターンバーグと彼の息子ジョージが収集している。有名な例ではギリクス・アルクアトゥスを体内に含んだシファクティヌス・アウダクスの骨格がジョージの収集した骨格の一例である。シファクティヌス・アウダクスの別の優れた標本は19世紀後半化石戦争の最中にエドワード・ドリンカー・コープが収集している。